# Floria Márquez
Floria Márquez (sinh ngày 11 tháng 2 năm 1950 tại Caracas) là một ca sĩ và diễn viên người Venezuela. Cô lớn lên trong một gia đình âm nhạc, mẹ cô là một nghệ sĩ piano được đào tạo cổ điển và một trong những anh trai của cô là ca sĩ Rudy Marquez.
Floria Márquez bắt đầu hát chuyên nghiệp ở tuổi trưởng thành, biểu diễn thể loại nhạc Latin có tên Bolero (nhạc Latin tương đương với "Ballad" của Mỹ).
Floria Márquez đã biểu diễn ở Colombia, Bahamas, Aruba, Mexico, Argentina và Hoa Kỳ, nơi cô đã biểu diễn thành công nhiều lần tại khách sạn nổi tiếng Fontainebleau Hilton ở Miami Beach. Cô đã xuất hiện trên sân khấu với các ngôi sao Latin như Armando Manzanero, Los Panchos, Lucho Gatica, Oscar D'León, Cheo Feliciano, trong số nhiều người khác.
Cùng với sự nghiệp âm nhạc của mình, Floria Márquez đã thể hiện như một nữ diễn viên trong hai vở kịch "Ella Sí Canta Boleros" và Café-Concert "La Cosa Es Amar", chương trình đã rất thành công tại các nhà hát của Venezuela với hơn 200 chương trình được biểu diễn.
Floria Márquez cũng đã thực hiện hơn 34 buổi hòa nhạc với một số dàn nhạc giao hưởng ở Venezuela, một đặc quyền được trao cho một vài nghệ sĩ nổi tiếng ở đất nước cô. Cô thực hiện trung bình 70 chương trình mỗi năm.
Floria Márquez đã kết hôn với nhà sản xuất và sắp xếp âm nhạc Venezuela Pedrito López, có hai con gái và ba cháu.